# ФК Партизани
ФК „Партизани“ Антимово
(първите две думи на английски, третата на албански: Futboll Klub Partizani) е албански футболен отбор от столицата Тирана.

## История
Клубът е създаден на 4 февруари 1946 г.

## Успехи
- Суперлига:
  -  Шампион (17): 1947, 1948, 1949, 1954, 1957, 1958, 1959, 1961, 1962/63, 1963/64, 1970/71, 1978/79, 1980/81, 1986/87, 1992/93, 2018/19, 2022/23
  -  Сребърен медалист (21): 1950, 1951, 1952, 1953, 1955, 1956, 1960, 1964/65, 1965/66, 1968, 1969/70, 1972/73, 1973/74, 1982/83, 1988/89, 1989/90, 1990/91, 1991/92, 2007/08, 2015/16, 2016/17
- Първа дивизия:
  -  Шампион (1): 2000/01
  -  Сребърен медалист (1): 2012/13
- Купа на Албания:
  -  Носител (15): 1948, 1949, 1957, 1958, 1961, 1963/64, 1965/66, 1967/68, 1969/70, 1972/73, 1979/80, 1990/91, 1992/93, 1996/97, 2003/04
  -  Финалист (8): 1950, 1951, 1953, 1954, 1973/74, 1984/85, 1987/88, 1988/89
- Суперкупа на Албания:
  -  Носител (3): 1993, 2004, 2023

### Международни
- Балканска купа
  -  Победител: (1): 1970

## Срещи с български отбори
„Партизани“ се е срещал с българси отбори в официални срещи в Европейските клубни турнири.

## Български футболисти
- Игнат Дишлиев: 2014 - (4 мача - 0 гола)

## Треньори
- Николай Арабов